# Клуб Ремо
«Клуб Ре́мо» (порт. Clube do Remo), или просто «Ремо» — бразильский футбольный клуб из города Белен, штат Пара. Один из двух самых популярных клубов своего штата наряду с «Пайсанду».

## История
Клуб был основан 5 февраля 1905 года под названием Grupo do Remo («Группа Ремо»). В 1908 году клуб был закрыт, и воссоздан два года спустя под современным названием. «Клуб Ремо» неоднократно участвовал в Серии А чемпионата Бразилии. Наивысшее место — седьмое в чемпионате Бразилии 1993 года. Кроме того, в 1961 году «Ремо» вошёл в первую восьмёрку Кубка Бразилии (восьмое место). С 2011 года розыгрыши Кубка Бразилии (1959—1968) приравнены к чемпионатам Бразилии.
Самым большим соперником «Клуба Ремо» является «Пайсанду» (который в середине 2000-х годов был участником Серии А и участвовал в Кубке Либертадорес, а ныне выступает в Серии B. Вместе эти два клуба являются ведущими в своём штате.
В 2015 году «Ремо» участвовал в Серии D Бразилии. Заняв третье место, клуб вышел в Серию C. В 2021 году выступал в Серии B, по итогам сезона вылетел обратно в Серию C.

## Достижения
- Чемпион штата Пара (47): 1913, 1914, 1915, 1916, 1917, 1918, 1919, 1924, 1925, 1926, 1930, 1933, 1936, 1940, 1949, 1950, 1952, 1953, 1954, 1960, 1964, 1968, 1973, 1974, 1975, 1977, 1978, 1979, 1986, 1989, 1990, 1991, 1993, 1994, 1995, 1996, 1997, 1999, 2003, 2004, 2007, 2008, 2014, 2015, 2018, 2019, 2022
- Вице-чемпион Бразилии в Серии B (2): 1971, 1984
- Чемпион Серии C Бразилии (1): 2005
- Полуфиналист Кубка Бразилии (1): 1991
- Чемпион Севера Бразилии (3): 1968, 1969, 1971
- Чемпион региона Север-Северо-Восток (1): 1971